# Гурувский повет
Гурувский повет (пол. Powiat górowski) — повет (район) в Польше, входит как административная единица в Нижнесилезское воеводство. Центр повета — город Гура. Занимает площадь 738,11 км². Население — 35 940 человек (на 31 декабря 2015 года).

## Административное деление
- города: Гура, Вонсош
- городско-сельские гмины: Гмина Гура, Гмина Вонсош
- сельские гмины: Гмина Емельно, Гмина Нехлюв

## Демография
Население повета дано на 31 декабря 2015 года.
| Перепись            | Всего  | Мужчины | Женщины |
| ------------------- | ------ | ------- | ------- |
| Всего               | 35 940 | 17 768  | 18 172  |
| Городское население | 14 988 | 7267    | 7721    |
| Сельское население  | 20 952 | 10 501  | 10 451  |